# Drievlekkige maskerbij
De drievlekkige maskerbij (Hylaeus trinotatus) is een vliesvleugelig insect uit de familie Colletidae. De wetenschappelijke naam van de soort is voor het eerst geldig gepubliceerd in 1895 door Pérez.